# جایزه اوفیر
جایزه اوفیر (به عبری: פרס אופיר) نام مهم‌ترین جوایز سینمایی در کشور اسرائیل است که توسط آکادمی فیلم و تلویزیون اسرائیل به فیلم‌های برتر صنعت سینمای اسرائیل اهدا می‌شود. جوایز اوفیر نخستین بار در سال ۱۹۸۲ داده شدند.
از فیلم‌هایی که جایزهٔ اوفیر بهترین فیلم را برده‌اند می‌توان به سنت کارا، بازدید گروه موسیقی، والس با بشیر، پانویس، گت: محاکمه ویوین امسالم و بابا جون اشاره کرد.